# عوض السقطري
عوض سعد سعيد السقطري (1957 – 2017 م) ولد في منطقة الريدة الشرقية مديرية الريدة وقصيعر محافظة حضرموت، وزيراً للثروة السمكية في حكومة باسندوة في الفترة 7 ديسمبر 2011 حتى نوفمبر 2014.

## المؤهلات العلمية
بكالوريوس هندسة كهربائية.

## المناصب التي تولاها
- نائب مدير عام فرع الكهرباء بالشحر 1989م.
- مدير عام فرع الكهرباء بالشحر 1991م.
- مدير عام كهرباء ساحل حضرموت 1998.
- عضو مجلس النواب 2003م عن المؤتمر الشعبي العام الدائرة 146.[3]
- رئيس لجنة الخدمات بمجلس النواب في مارس 2006م.
- أعيد انتخابه رئيساً للجنة الخدمات في عام 2008م.
- عين وزيراً للكهرباء والطاقة في التشكيلة الحكومية في 5 إبريل العام 2007م.